# رود توگلا ۱۳۲۳
سیارک ۱۳۲۳ (به انگلیسی: 1323 Tugela، نامگذاری:1934LD) هزار و سیصد و بیست و سومین سیارک کشف شده‌است که در ۱۹ مه ۱۹۳۴ کشف شد.
قدر مطلق سیارک برابر ۹٫۹۰ است.